# Il Bellerofonte
Il Bellerofonte è un'opera seria in lingua italiana del compositore ceco Josef Mysliveček.
Si basa sul mito greco di Bellerofonte. Il libretto fu scritto da Giuseppe Bonecchi e debuttò al teatro San Carlo di Napoli il 20 gennaio 1767.
L'opera fu commissionata per festeggiare il compleanno del Re di Spagna Carlo III e venne preceduta dalla rappresentazione di una cantata composta dal compositore stesso.
Tra i cantanti dell'epoca che coprirono parti di rilievo in questo lavoro si ricordano Anton Raaff e Caterina Gabrielli.
Il successo ottenutoa Napoli al Teatro di San Carlo portò a successive rappresentazioni del 20 gennaro 1767, tra le quali sono note quella del 7 maggio 1767 a Siena e quella del 1768 a Praga al Teatro V kotcích, la quale glorificò Mysliveček a compositore di fama anche nella sua città natale.

## Incisioni
La prima e unica registrazione di quest'opera fu prodotta nel 1987 sotto Zoltán Peskó con il Coro Filarmonico Ceco e dall'Orchestra da Camera di Praga.